# William Owuraku Aidoo
William Owuraku Aidoo  (Hemang-Kwabre, 30 de enero de 1964) es un político ghanés miembro del séptima y de la octava legislatura del Parlamento de la Cuarta República de Ghana, en representación de la circunscripción de Afigya Kwabre Sur, en la región de Ashanti, por una lista del Nuevo Partido Patriótico.

## Biografía
Nació el 30 de enero de 1964, oriundo de Hemang-Kwabre, en la región de Ashanti (Ghana). Graduado en economía y empresas por el Instituto de Gestión y Administración Pública de Ghana (GIMPA) desde 2005. 

## Trayectoria
William Owuraku Aidoo es consultor energético y agricultor. Antes de entrar en política, fue director general de Kucons Company Limited, una empresa constructora dedicada a la construcción y rehabilitación de presas. Fue Superintendente Superior del Servicio de Educación de Ghana (GES) entre 1991 y 1994 y Gerente Superior del Banco Comercial de Ghana (GCB) desde 1995 hasta 2012. Mientras trabajaba en el banco, también ejerció como profesor en la Universidad de Educación, Winneba, de 2009 a 2012. Como agricultor, ganó el premio nacional al mejor agricultor en producción de anacardos en Ghana en 2011. 

## Política
Ingresó al parlamento el 7 de enero de 2013 como representante del distrito electoral de Afigya Kwabre Sur en la lista del Nuevo Partido Patriótico . Se presentó de nuevo a las elecciones parlamentarias de 2016 y renovó el acta.  De nuevo fue reelegido en las elecciones generales de 2020 para el Octavo Parlamento de la Cuarta República de Ghana. Actualmente es viceministro de Energía. 

## Vida personal
William Owuraku Aidoo está casado y tiene cinco hijos. Se identifica como cristiano y es miembro de la Iglesia Católica . 